# Autumnblaze
Gli Autumnblaze sono un gruppo musicale tedesco gothic metal, formatosi nel 1995 a Illingen.

## Discografia

### Album in studio
- 1999 - DämmerElbenTragödie
- 2000 - Bleak
- 2002 - Mute Boy, Sad Girl
- 2004 - Words Are Not What They Seem
- 2009 - Perdition Diaries

### EP
- 1998 - Every Silent Moment I Weep
- 2002 - Lighthouses

### Compilation
- 2003 - The Mute Sessions

### Demo
- 1997 - Dreaming Moonspark Fairylands